# Osíčko (nádraží)

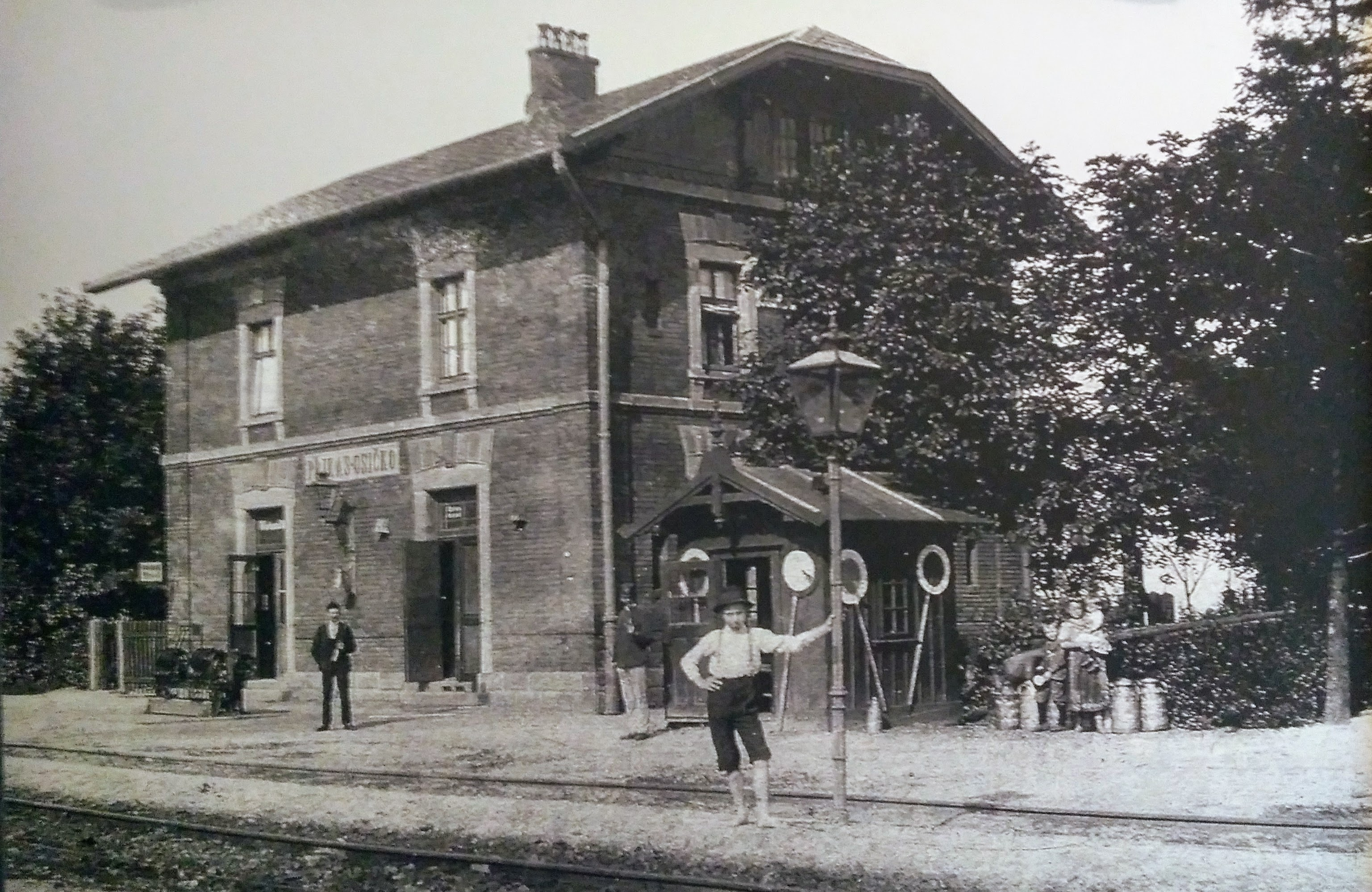
Dobová fotografie železniční stanice Příkazy - Osíčko

Osíčko je železniční stanice, která se nachází na okraji obce Osíčko v katastrálním území Příkazy u Osíčka na adrese Osíčko č.p. 129. Leží v km 42,232 trati Kojetín – Valašské Meziříčí.
Provoz na úseku trati s železniční zastávkou Osíčko byl zahájen 1. června 1888.
Stanice zajišťovala odbavení cestujících ve vnitrostátní přepravě včetně místenek do prosince 2019, dnes odbavení probíhá ve vlaku.
Do stanice je napojena vlečka Loukov společnosti Čepro. Další vlečka pak odbočuje z traťové koleje Osíčko - Bystřice pod Hostýnem. Jde o vojenskou vlečku č. 21 - Loukov, která je ve vlastnictví státu a je provozována příspěvkovou organizací Armádní servisní.
V říjnu 2017 byly ve stanici Osíčko zrušeny kolejové obvody zabezpečovacího zařízení a nahrazeny počítači náprav. V důsledku toho byla posunuta odjezdová návěstidla a užitečná délka kolejí se tím zkrátila o cca 20 m.